# Walter Wohlschlegel

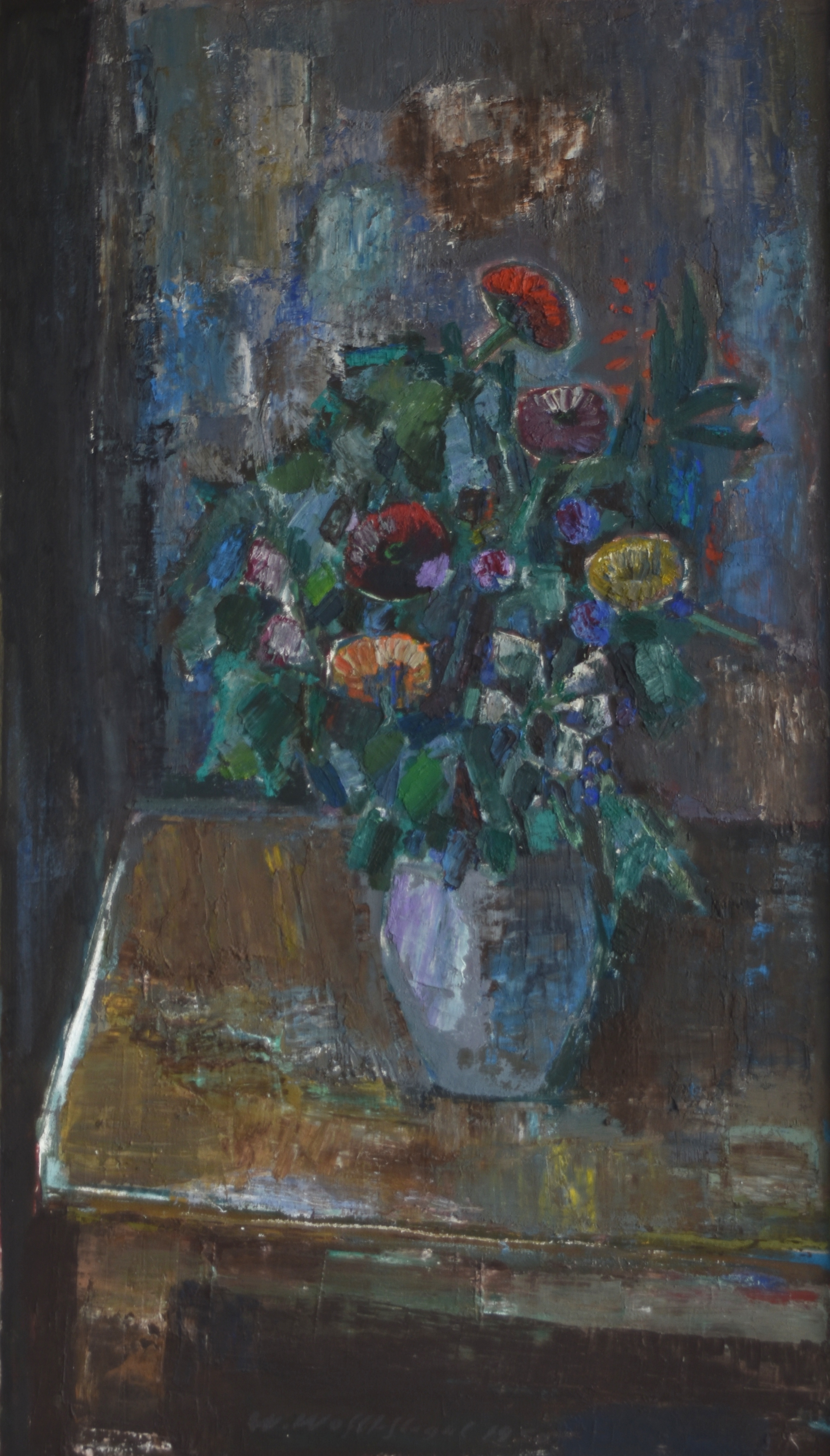
„Strauß“, Gemälde von 1950.

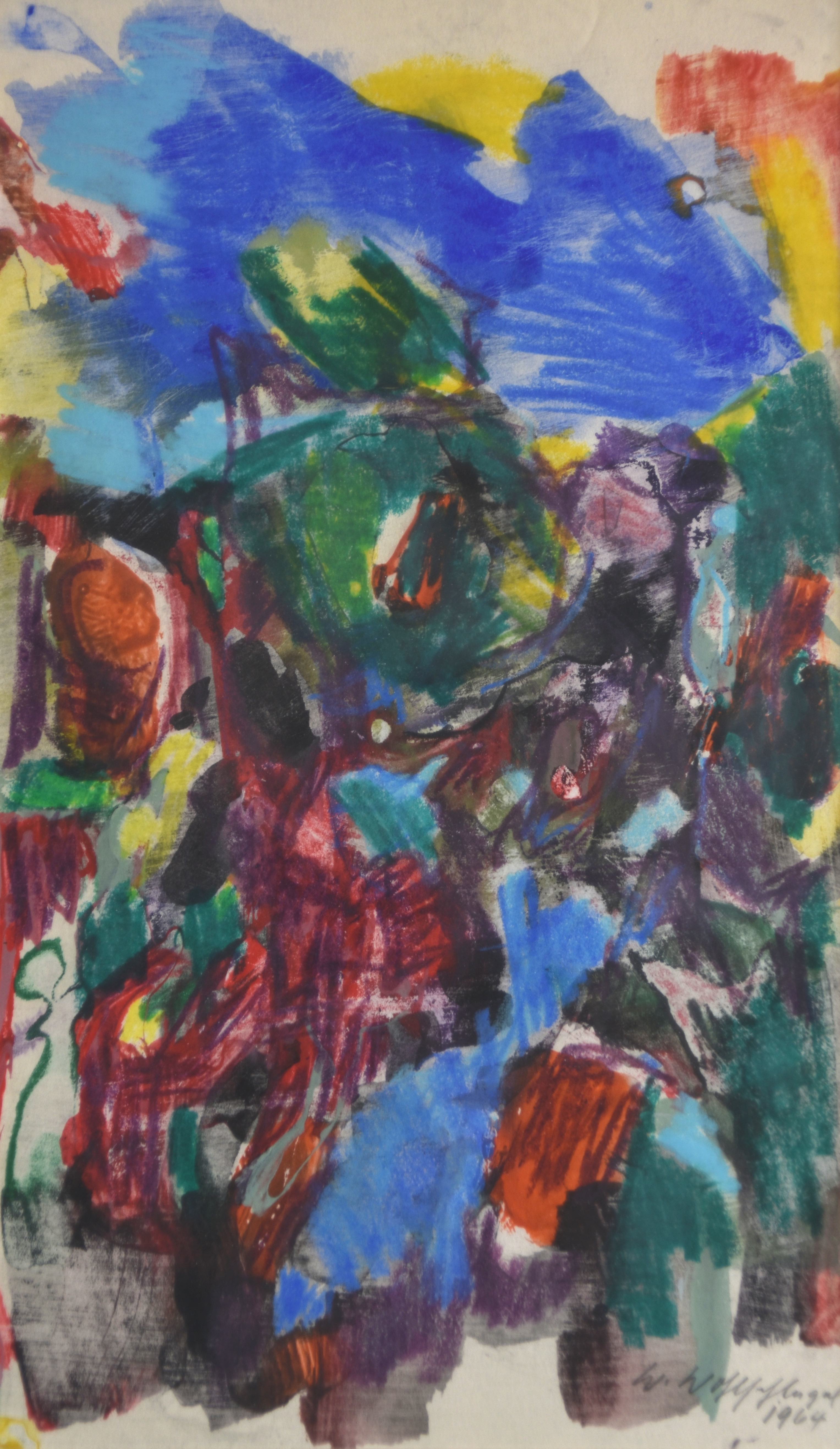
„Komposition 1“, Gouache von 1964.

Walter Wohlschlegel (* 8. Juni 1907 in Tumringen; † 1999 in Freiburg) war ein deutscher Maler. Nach einer expressiven und abstrakten Frühphase orientierte sich das Werk von Wohlschlegel an der Kunst des deutschen Informel.

## Leben
Walter Wohlschlegel machte 1921 eine Lehre als Musterzeichner bei der Firma Köchlin-Stoffdruck in seiner Geburtsstadt Lörrach. Bevor er von 1930 bis 1935 an der Akademie Karlsruhe Meisterschüler von Prof. Albert Haueisen war, besuchte Wohlschlegel 1928 die Mal- und Zeichenklasse der Allgemeinen Gewerbeschule Basel.
Während des Zweiten Weltkrieges diente Wohlschlegel als Soldat in Griechenland. Nach seiner Rückkehr verbrachte er zunächst zwei Jahre in seiner Geburtsstadt Lörrach und siedelte dann nach Freiburg um, wo er 1948 heiratete. Freiburg wurde von dort an sein Hauptwohnsitz, wo er 1999 verstarb.

## Werk und Stil
Sein frühes Werk war von der akademischen Gegenständlichkeit und Figuration mit leichten expressiven Tendenzen geprägt, die sich nach dem Krieg in expressionistischen Linolschnitten auflöste. In den 1960er Jahren wandte sich Wohlschlegel wie einige Zeitgenossen gänzlich dem Informel zu, fügte seinen Bildern aber häufig plastisch wirkende Grunde aus Sand und Spachtel hinzu.
In den 1970er Jahren wurde die Malerei von Wohlschlegel zunehmend flächiger. Seine ausdrucksstarken Farben standen scharfkantige Formen und Kontraste gegenüber. Diese Phase seines Schaffens hielt jedoch nur kurze Zeit an. Bereits Ende der 1970er Jahre ging Wohlschlegel ins Konträr seines vorherigen Stils: Der Künstler bediente sich einer weicheren pastelleneren Farbpalette und ließ die Formen im Bildhintergrund miteinander verschwimmen. Die Malerei von Wohlschlegel orientierte sich an surrealen Bildthemen und ging wieder mehr in die figurative Malerei über.
Dieser Stil prägte sich in seinem Spätwerk noch mehr aus. In den 1990er Jahren malte Wohlschlegel emotional mit gestischen Pinselstrichen und tropfenartigen Farbverläufen, die vereinzelt an den abstrakten Expressionismus erinnern. Ausdrucksstarke Farben treten wieder mehr in den Vordergrund des Künstlers.

## Ausgewählte Ausstellungen
- 1934: „Badische Sezession“, Stadt Freiburg
- 1941: Oberbadische Kunstausstellung, Baden-Baden
- 1947: „Badische Sezession“, Universität Freiburg
- 1950: Staatliche Kunsthalle, Baden-Baden
- 1951: Haus der Kunst München
- 1952: Badischer Kunstverein, Karlsruhe
- 1953: 3. Deutsche Kunstausstellung Dresden
- 1954: Freie Gruppe Oberrhein, Kunstverein Freiburg
- 1955: Künstlerbund Baden-Württemberg, Stuttgart
- 1957: 4. Landesausstellung, Reissmuseum, Mannheim
- 1958: “Gruppe realité 58”, Kunstverein Freiburg
- 1958: „Badische Künstler 1958“, Staatliche Kunsthalle, Baden-Baden
- 1960: Premier Salon international de Peinture et de Sculpture, Frankreich
- 1962: Einzelausstellung im Kunstverein Freiburg
- 1965: Einzelausstellung in der Gesellschaft Junger Kunst, Baden-Baden
- 1970: Einzelausstellung, Galerie Kröner, Freiburg
- 1974: Künstlerbund Baden-Württemberg, Schwarzes Kloster Freiburg
- 1977: Einzelausstellung im Schwarzen Kloster, Kunstverein Freiburg
- 1980: Hôtel de Ville, Mulhouse
- 1987: Einzelausstellung, Museum für Neue Kunst, Freiburg
- 1990: Einzelausstellung, Galerie Rombach, Freiburg
- 1997: Retrospektive, Schwarzes Kloster, Freiburg

## Sammlungen
- Grafikmuseum Stiftung Schreiner, Bad Steben[4]
- Museum für Neue Kunst – Freiburg
- Dreiländermuseum Lörrach[5]
- Augustinermuseum, Freiburg[6]

## Preise und Stipendien
- 1977 Preis des Börsenvereins des Deutschen Buchhandels e.V., Frankfurt am Main

## Publikationen
- Walter Wohlschlegel: `` 70 Jahre Kunst – 30er bis 90er Jahre des 20. Jahrhunderts ``; 19. Juli bis 11. Oktober 2009, Grafik-Museum Stiftung Schreiner, Bad Steben